# Gil Merrick
Gilbert Harold „Gil” Merrick (Sparkhill, 1922. január 26. – Birmingham, 2010. február 3.) angol labdarúgókapus, edző.
Az angol válogatott tagjaként részt vett az 1954-es labdarúgó-világbajnokságon.